# Levi Cadogan
Levi Asher Cadogan (Bridgetown, 8 novembre 1995) è un velocista barbadiano.

## Palmarès
| Anno | Manifestazione                   | Sede           | Evento      | Risultato  | Prestazione | Note             |
| ---- | -------------------------------- | -------------- | ----------- | ---------- | ----------- | ---------------- |
| 2011 | Giochi CARIFTA U17               | Montego Bay    | 100 m piani | 8º         | 11"06       |                  |
| 2011 | Giochi CARIFTA U17               | Montego Bay    | 200 m piani | Batteria   | 22"37       |                  |
| 2012 | Giochi CARIFTA U17               | Hamilton       | 200 m piani | Batteria   | 21"84       |                  |
| 2012 | Campionati CAC juniores          | San Salvador   | 100 m piani | 4º         | 10"71       |                  |
| 2012 | Campionati CAC juniores          | San Salvador   | 200 m piani | 6º         | 21"58       |                  |
| 2012 | Campionati CAC juniores          | San Salvador   | 4 × 400 m   | Argento    | 3'14"31     |                  |
| 2013 | Giochi CARIFTA U20               | Nassau         | 100 m piani | 5º         | 10"53       |                  |
| 2013 | Campionati CAC                   | Morelia        | 4 × 100 m   | 4          | 39"56       |                  |
| 2013 | Mondiali                         | Mosca          | 4 × 100 m   | Batteria   | 38"94       | Record nazionale |
| 2013 | Campionati panamericani juniores | Medellín       | 100 m piani | 6º         | 10"53       |                  |
| 2013 | Campionati panamericani juniores | Medellín       | 200 m piani | 5º         | 21"04       |                  |
| 2014 | Giochi CARIFTA U20               | Fort-de-France | 100 m piani | Argento    | 10"25       |                  |
| 2014 | Giochi CARIFTA U20               | Fort-de-France | 200 m piani | Bronzo     | 20"67       |                  |
| 2014 | World Relays                     | Nassau         | 4 × 100 m   | Finale B   | dns         |                  |
| 2014 | World Relays                     | Nassau         | 4 × 200 m   | 4º         | 1'21"88     |                  |
| 2014 | Mondiali juniores                | Eugene         | 100 m piani | 4º         | 10"39       |                  |
| 2014 | Mondiali juniores                | Eugene         | 4 × 100 m   | Batteria   | 41"39       |                  |
| 2014 | Giochi CAC                       | Veracruz       | 100 m piani | Argento    | 10"27       |                  |
| 2014 | Giochi CAC                       | Veracruz       | 200 m piani | Finale     | dns         |                  |
| 2015 | World Relays                     | Nassau         | 4 × 100 m   | 2º F2      | 38"70       |                  |
| 2015 | World Relays                     | Nassau         | 4 × 200 m   | Batteria   | 1'22"86     |                  |
| 2015 | Giochi panamericani              | Toronto        | 100 m piani | 8º         | 10"18       |                  |
| 2015 | Giochi panamericani              | Toronto        | 4 × 100 m   | 4º         | 38"79       |                  |
| 2015 | Campionati NACAC                 | San José       | 100 m       | Bronzo     | 10"13       |                  |
| 2015 | Campionati NACAC                 | San José       | 4 × 100 m   | Bronzo     | 38"55       |                  |
| 2015 | Mondiali                         | Pechino        | 100 m piani | Semifinale | 10"19       |                  |
| 2016 | Campionati OECS                  | Road Town      | 100 m piani | Batteria   | 10"62       |                  |
| 2016 | Campionati OECS                  | Road Town      | 4 × 100 m   | Bronzo     | 39"11       |                  |
| 2016 | Campionati NACAC U23             | San Salvador   | 100 m piani | Bronzo     | 10"37       |                  |
| 2016 | Campionati NACAC U23             | San Salvador   | 200 m piani | 4º         | 20"86       |                  |
| 2016 | Giochi olimpici                  | Rio de Janeiro | 200 m piani | Batteria   | 21"02       |                  |
| 2017 | Mondiali                         | Londra         | 4 × 100 m   | Batteria   | 39"19       |                  |